# Jacobiasca tuberosa
Jacobiasca tuberosa är en insektsart som först beskrevs av Ahmed, Samad och Naheed 1981.  Jacobiasca tuberosa ingår i släktet Jacobiasca och familjen dvärgstritar.
Artens utbredningsområde är Pakistan. Inga underarter finns listade i Catalogue of Life.